# West Ham United Football Club 1985-1986
Questa voce raccoglie le informazioni riguardanti il West Ham United Football Club nelle competizioni ufficiali della stagione 1985-1986.

## Stagione
In sede di calciomercato, l'allenatore John Lyall mantenne invariata la rosa della stagione precedente integrandovi l'attaccante del St. Mirren Frank McAvennie e il centrocampista dell'Oldham Athletic Mark Ward, i quali risulteranno decisivi per il rendimento della squadra nel corso della stagione. Dopo diciotto anni di militanza, Frank Lampard venne ceduto al Southend Utd.
Dopo aver perso tre delle prime quattro giornate di First Division, a partire dal mese di settembre gli Hammers cominciarono a prendere lentamente quota, inanellando una serie positiva che portò la squadra a concludere il girone di andata al terzo posto, staccato da una peggior differenza reti nei confronti del Liverpool secondo e con cinque punti di svantaggio sul Manchester Utd capolista. Nel frattempo il West Ham era stato eliminato ai sedicesimi di finale di Coppa di Lega, sconfitti dai Red Devils dopo aver eliminato nel doppio confronto del primo turno lo Swansea City. L'anno si concluse con la sconfitta al White Hart Lane nel Boxing Day, che fissò a 17 il numero dei risultati utili consecutivi ottenuti dagli Hammers.
Con l'inizio dell'anno la squadra cominciò il proprio cammino in FA Cup, dove esordì eliminando il Charlton; nel turno successivo venne invece estromesso l'Ipswich Town dopo che l'incontro era stato ripetuto per due volte in seguito al permanere del risultato di parità nei tempi supplementari. In campionato gli Hammers persero posizioni per via di alcune prestazioni alterne, come la sconfitta nello scontro diretto con il Liverpool del 18 gennaio o la vittoria casalinga del 2 febbraio contro il Manchester Utd, che in seguito a quel risultato lascerà definitivamente la vetta della classifica. Gli stessi Red Devils vennero peraltro eliminati dagli Hammers agli ottavi di finale di FA Cup, dopo che la situazione di parità del relativo incontro aveva reso necessaria la disputa di uno spareggio. Il cammino del West Ham in coppa nazionale si fermò al turno successivo, in seguito a una sconfitta contro lo Sheffield Weds.
A partire dal mese di aprile, il West Ham inanellò una seconda serie di risultati utili consecutivi, vincendo otto delle nove gare rimanenti: fra esse il 4-0 allo Stamford Bridge contro un Chelsea ancora in lotta per il titolo o l'8-1 contro il Newcastle Utd, ricordato per la tripletta di Alvin Martin segnata contro tre portieri diversi. Questa striscia di risultati permise al West Ham di rimanere nel lotto delle candidate alla vittoria del campionato fino alla penultima giornata; al termine della competizione gli Hammers saranno terzi, con quattro punti di svantaggio sul Liverpool campione e due sull'Everton secondo, ma non ebbero la possibilità di disputare la Coppa UEFA in seguito al bando dei club inglesi deciso dalla confederazione continentale in seguito alla strage dell'Heysel.
Per i risultati ottenuti dagli Hammers in campionato, i giocatori facenti parte della rosa vengono indicati come "Boys of '86".

## Maglie e sponsor
Lo sponsor tecnico per la stagione 1985-1986 è Adidas, mentre lo sponsor ufficiale è Avco. Rispetto alla stagione precedente, il motivo viene semplificato con le sole tre strisce azzurre sulle spalle, su sfondo bordeaux (bordeaux su sfondo bianco per le maglie da trasferta).
| Casa | Trasferta |  |

## Rosa
| N. |                        | Ruolo | Calciatore              |
| -- | ---------------------- | ----- | ----------------------- |
|    | Scozia (bandiera)      | P     | Tom McAllister          |
|    | Inghilterra (bandiera) | P     | Phil Parkes             |
|    | Inghilterra (bandiera) | D     | Tony Gale               |
|    | Inghilterra (bandiera) | D     | Paul Hilton             |
|    | Inghilterra (bandiera) | D     | Alvin Martin (capitano) |
|    | Inghilterra (bandiera) | D     | Keith McPherson         |
|    | Scozia (bandiera)      | D     | Neil Orr                |
|    | Inghilterra (bandiera) | D     | George Parris           |
|    | Inghilterra (bandiera) | D     | Steve Potts             |
|    | Scozia (bandiera)      | D     | Ray Stewart             |
|    | Inghilterra (bandiera) | D     | Steve Walford           |
|    | Inghilterra (bandiera) | D     | Billy Bonds             |

| N. |                        | Ruolo | Calciatore      |
| -- | ---------------------- | ----- | --------------- |
|    | Inghilterra (bandiera) | C     | Alan Devonshire |
|    | Inghilterra (bandiera) | C     | Alan Dickens    |
|    | Inghilterra (bandiera) | C     | Kevin Keen      |
|    | Inghilterra (bandiera) | C     | Geoff Pike      |
|    | Inghilterra (bandiera) | C     | Mark Ward       |
|    | Inghilterra (bandiera) | A     | Bobby Barnes    |
|    | Inghilterra (bandiera) | A     | Greg Campbell   |
|    | Inghilterra (bandiera) | A     | Tony Cottee     |
|    | Irlanda (bandiera)     | A     | Eamonn Dolan    |
|    | Inghilterra (bandiera) | A     | Paul Goddard    |
|    | Scozia (bandiera)      | A     | Frank McAvennie |
|    | Inghilterra (bandiera) | A     | Steve Whitton   |

## Calciomercato
| Acquisti | Acquisti        | Acquisti        | Acquisti               |
| R.       | Nome            | da              | Modalità               |
| -------- | --------------- | --------------- | ---------------------- |
| C        | Mark Ward       | Oldham Athletic | definitivo (250.000 £) |
| A        | Eamonn Dolan    |                 |                        |
| A        | Frank McAvennie | St. Mirren      | definitivo (340.000 £) |

| Cessioni | Cessioni           | Cessioni         | Cessioni               |
| R.       | Nome               | a                | Modalità               |
| -------- | ------------------ | ---------------- | ---------------------- |
| D        | Frank Lampard      | Southend Utd     | definitivo             |
| D        | Keith McPherson    | Northampton Town | definitivo (10.000 £)  |
| C        | Paul Allen         | Tottenham        | definitivo (400.000 £) |
| A        | David Swindlehurst | Sunderland       | definitivo             |
| A        | Steve Whitton      | Birmingham City  | definitivo             |

## Risultati

### First Division
| Birmingham 17 agosto 1985 1ª giornata | Birmingham City | 1 – 0 | West Ham Utd | St Andrew's |

| Londra 20 agosto 1985 2ª giornata | West Ham Utd | 3 – 1 | QPR | Boleyn Ground |

| Londra 24 agosto 1985 3ª giornata | West Ham Utd | 0 – 1 | Luton Town | Boleyn Ground |

| Manchester 26 agosto 1985 4ª giornata | Manchester Utd | 2 – 0 | West Ham Utd | Old Trafford |

| Londra 31 agosto 1985 5ª giornata | West Ham Utd | 2 – 2 | Liverpool | Boleyn Ground |

| Southampton 3 settembre 1985 6ª giornata | Southampton | 1 – 1 | West Ham Utd | St Mary's Stadium |

| Sheffield 7 settembre 1985 7ª giornata | Sheffield Weds | 2 – 2 | West Ham Utd | Hillsborough Park |

| Londra 14 settembre 1985 8ª giornata | West Ham Utd | 3 – 0 | Leicester City | Boleyn Ground |

| Manchester 21 settembre 1985 9ª giornata | Manchester City | 2 – 2 | West Ham Utd | Maine Road |

| Londra 5 ottobre 1985 10ª giornata | West Ham Utd | 4 – 2 | Nottingham Forest | Boleyn Ground |

| Newcastle-Upon-Tyne 21 settembre 1985 11ª giornata | Newcastle Utd | 1 – 2 | West Ham Utd | St James' Park |

| Londra 12 ottobre 1985 12ª giornata | West Ham Utd | 0 – 0 | Arsenal | Boleyn Ground |

| Londra 19 ottobre 1985 13ª giornata | West Ham Utd | 4 – 1 | Aston Villa | Boleyn Ground |

| Ipswich 26 ottobre 1985 14ª giornata | Ipswich Town | 0 – 1 | West Ham Utd | Portman Road |

| Londra 2 novembre 1985 15ª giornata | West Ham Utd | 2 – 1 | Everton | Boleyn Ground |

| Oxford 9 novembre 1985 16ª giornata | Oxford Utd | 1 – 2 | West Ham Utd | Manor Ground |

| Londra 16 novembre 1985 17ª giornata | West Ham Utd | 2 – 1 | Watford | Boleyn Ground |

| Coventry 23 novembre 1985 18ª giornata | Coventry City | 0 – 1 | West Ham Utd | Highfield Road |

| Londra 30 novembre 1985 19ª giornata | West Ham Utd | 4 – 0 | West Bromwich | Boleyn Ground |

| Londra 7 dicembre 1985 20ª giornata | QPR | 0 – 1 | West Ham Utd | Loftus Road |

| Londra 14 dicembre 1985 21ª giornata | West Ham Utd | 2 – 0 | Birmingham City | Boleyn Ground |

| Luton 21 dicembre 1985 22ª giornata | Luton Town | 0 – 0 | West Ham Utd | Kenilworth Road |

| Londra 26 dicembre 1985 23ª giornata | Tottenham | 1 – 0 | West Ham Utd | White Hart Lane |

| Londra 8 aprile 1986 24ª giornata | West Ham Utd | 1 – 0 | Southampton | Boleyn Ground |

| Londra 15 aprile 1986 25ª giornata | West Ham Utd | 1 – 2 | Chelsea | Boleyn Ground |

| Leicester 11 gennaio 1986 26ª giornata | Leicester City | 0 – 1 | West Ham Utd | Filbert Street |

| Liverpool 18 gennaio 1986 27ª giornata | Liverpool | 3 – 1 | West Ham Utd | Anfield Road |

| Londra 2 febbraio 1986 28ª giornata | West Ham Utd | 2 – 1 | Manchester Utd | Boleyn Ground |

| Birmingham 19 marzo 1986 29ª giornata | Aston Villa | 2 – 1 | West Ham Utd | Villa Park |

| Londra 28 aprile 1986 30ª giornata | West Ham Utd | 1 – 0 | Manchester City | Boleyn Ground |

| Nottingham 2 aprile 1986 31ª giornata | Nottingham Forest | 2 – 1 | West Ham Utd | City Ground |

| Londra 21 aprile 1986 32ª giornata | West Ham Utd | 8 – 1 | Newcastle Utd | Boleyn Ground |

| Londra 15 febbraio 1986 33ª giornata | Arsenal | 1 – 0 | West Ham Utd | Highbury Stadium |

| Londra 22 marzo 1986 34ª giornata | West Ham Utd | 1 – 0 | Sheffield Weds | Boleyn Ground |

| Londra 29 marzo 1986 35ª giornata | Chelsea | 0 – 4 | West Ham Utd | Stamford Bridge |

| Londra 31 marzo 1986 36ª giornata | West Ham Utd | 2 – 1 | Tottenham | Boleyn Ground |

| Liverpool 5 maggio 1986 37ª giornata | Everton | 3 – 1 | West Ham Utd | Goodison Park |

| Londra 30 aprile 1986 38ª giornata | West Ham Utd | 2 – 1 | Ipswich Town | Boleyn Ground |

| Londra 12 aprile 1986 39ª giornata | West Ham Utd | 3 – 1 | Oxford Utd | Boleyn Ground |

| Watford 19 aprile 1986 40ª giornata | Watford | 0 – 2 | West Ham Utd | Vicarage Road |

| Londra 26 aprile 1986 41ª giornata | West Ham Utd | 1 – 0 | Coventry City | Boleyn Ground |

| West Bromwich 3 maggio 1986 42ª giornata | West Bromwich | 2 – 3 | West Ham Utd | The Hawthorns |

### FA Cup
| 5 gennaio 1986 Trentaduesimi di finale | Charlton | 0 – 1 | West Ham Utd |  |

| 25 gennaio 1986 Sedicesimi di finale | West Ham Utd | 0 – 0 | Ipswich Town |  |

| 25 gennaio 1986 Sedicesimi di finale - Primo replay | Ipswich Town | 1 – 1 (d.t.s.) | West Ham Utd |  |

| 6 febbraio 1986 Sedicesimi di finale - Secondo replay | West Ham Utd | 1 – 0 (d.t.s.) | Ipswich Town |  |

| 5 marzo 1986 Ottavi di finale | West Ham Utd | 1 – 1 | Manchester Utd |  |

| 9 marzo 1986 Ottavi di finale - Replay | Manchester Utd | 0 – 2 | West Ham Utd |  |

| 12 marzo 1986 Quarti di finale | Sheffield Weds | 2 – 1 | West Ham Utd |  |

### League Cup
| 24 settembre 1985 Trentaduesimi di finale - Andata | West Ham Utd | 3 – 0 | Swansea City |  |

| 8 ottobre 1985 Trentaduesimi di finale - Ritorno | Swansea City | 2 – 3 | West Ham Utd |  |

| 29 ottobre 1985 Sedicesimi di finale | Manchester Utd | 1 – 0 | West Ham Utd |  |

## Statistiche

### Statistiche di squadra
| Competizione        | Punti | In casa | In casa | In casa | In casa | In casa | In casa | In trasferta | In trasferta | In trasferta | In trasferta | In trasferta | In trasferta | Totale | Totale | Totale | Totale | Totale | Totale | DR  |
| Competizione        | Punti | G       | V       | N       | P       | Gf      | Gs      | G            | V            | N            | P            | Gf           | Gs           | G      | V      | N      | P      | Gf     | Gs     | DR  |
| ------------------- | ----- | ------- | ------- | ------- | ------- | ------- | ------- | ------------ | ------------ | ------------ | ------------ | ------------ | ------------ | ------ | ------ | ------ | ------ | ------ | ------ | --- |
| First Division      | 84    | 21      | 17      | 2       | 2       | 48      | 16      | 21           | 9            | 4            | 8            | 26           | 24           | 42     | 26     | 6      | 10     | 74     | 40     | +53 |
| FA Cup              | -     | 3       | 1       | 2       | 0       | 2       | 1       | 4            | 2            | 1            | 1            | 5            | 3            | 7      | 3      | 3      | 1      | 7      | 4      | +3  |
| Football League Cup | -     | 1       | 1       | 0       | 0       | 3       | 0       | 2            | 1            | 0            | 1            | 3            | 3            | 3      | 2      | 0      | 1      | 6      | 3      | +3  |
| Totale              | -     | 25      | 19      | 4       | 2       | 53      | 17      | 27           | 12           | 5            | 10           | 34           | 30           | 52     | 31     | 9      | 12     | 87     | 47     | +40 |

### Andamento in campionato
| Giornata  | 1  | 2 | 3  | 4  | 5  | 6  | 7  | 8  | 9  | 10 | 11 | 12 | 13 | 14 | 15 | 16 | 17 | 18 | 19 | 20 | 21 | 22 | 23 | 24 | 25 | 26 | 27 | 28 | 29 | 30 | 31 | 32 | 33 | 34 | 35 | 36 | 37 | 38 | 39 | 40 | 41 | 42 |
| --------- | -- | - | -- | -- | -- | -- | -- | -- | -- | -- | -- | -- | -- | -- | -- | -- | -- | -- | -- | -- | -- | -- | -- | -- | -- | -- | -- | -- | -- | -- | -- | -- | -- | -- | -- | -- | -- | -- | -- | -- | -- | -- |
| Luogo     | T  | C | C  | T  | C  | T  | T  | C  | T  | C  | T  | C  | C  | T  | C  | T  | C  | T  | C  | T  | C  | T  | T  | C  | C  | T  | T  | C  | T  | C  | T  | C  | T  | C  | T  | C  | T  | C  | C  | T  | C  | T  |
| Risultato | P  | V | P  | P  | N  | N  | N  | V  | N  | V  | V  | N  | V  | V  | V  | V  | V  | V  | V  | V  | V  | N  | P  | V  | P  | V  | P  | V  | P  | V  | P  | V  | P  | V  | V  | V  | V  | V  | V  | V  | V  | V  |
| Posizione | 18 | 7 | 14 | 17 | 17 | 18 | 18 | 14 | 14 | 13 | 11 | 11 | 8  | 8  | 6  | 5  | 4  | 4  | 3  | 3  | 3  | 3  | 3  | 2  | 3  | 3  | 4  | 3  | 5  | 4  | 5  | 5  | 5  | 5  | 4  | 3  | 4  | 3  | 3  | 3  | 3  | 3  |

Fonte:  Premier League 1985/1986, su calcio.com.
Legenda:

Luogo: C = Casa; T = Trasferta. Risultato: V = Vittoria; N = Pareggio; P = Sconfitta.

### Statistiche dei giocatori
| Giocatore     | First Division | First Division | FA Cup   | FA Cup | Coppa di Lega | Coppa di Lega | Totale   | Totale |
| Giocatore     | Presenze       | Reti           | Presenze | Reti   | Presenze      | Reti          | Presenze | Reti   |
| ------------- | -------------- | -------------- | -------- | ------ | ------------- | ------------- | -------- | ------ |
| B. Barnes     | 1              | 0              | 0        | 0      | 0             | 0             | 1        | 0      |
| B. Bonds      | 0              | 0              | 0        | 0      | 0             | 0             | 0        | 0      |
| G. Campbell   | 3              | 0              | 0        | 0      | 0             | 0             | 3        | 0      |
| T. Cottee     | 42             | 20             | 7        | 4      | 3             | 2             | 52       | 26     |
| A. Devonshire | 38             | 3              | 6        | 0      | 3             | 0             | 47       | 3      |
| A. Dickens    | 41             | 4              | 7        | 0      | 3             | 0             | 51       | 4      |
| E. Dolan      | 0              | 0              | 0        | 0      | 0             | 0             | 0        | 0      |
| T. Gale       | 42             | 0              | 7        | 0      | 3             | 0             | 52       | 0      |
| P. Goddard    | 6              | 1              | 1        | 0      | 0             | 0             | 7        | 1      |
| P. Hilton     | 2              | 0              | 0        | 0      | 0             | 0             | 2        | 0      |
| K. Keen       | 0              | 0              | 0        | 0      | 0             | 0             | 0        | 0      |
| A. Martin     | 40             | 4              | 7        | 0      | 3             | 0             | 50       | 4      |
| T. McAllister | 0              | -0             | -0       | 0      | 0             | 0             | 0        | 0      |
| F. McAvennie  | 41             | 26             | 1        | 0      | 0             | 0             | 42       | 26     |
| K. McPherson  | 0              | 0              | 0        | 0      | 0             | 0             | 0        | 0      |
| N. Orr        | 36             | 2              | 2        | 0      | 2             | 0             | 40       | 2      |
| P. Parkes     | 42             | -40            | 7        | -4     | 3             | -3            | 52       | -47    |
| G. Parris     | 26             | 1              | 7        | 0      | 2             | 0             | 35       | 1      |
| G. Pike       | 10             | 0              | 5        | 1      | 0             | 0             | 15       | 1      |
| S. Potts      | 1              | 0              | 0        | 0      | 0             | 0             | 1        | 0      |
| R. Stewart    | 39             | 6              | 6        | 1      | 3             | 3             | 48       | 10     |
| S. Walford    | 27             | 0              | 3        | 0      | 3             | 0             | 33       | 0      |
| M. Ward       | 42             | 3              | 7        | 0      | 3             | 0             | 52       | 3      |
| S. Whitton    | 0              | 0              | 0        | 0      | 0             | 0             | 0        | 0      |